# Anachariesthes abyssinica
Anachariesthes abyssinica là một loài bọ cánh cứng trong họ Cerambycidae.